# Daira perlata
Daira perlata är en kräftdjursart som först beskrevs av J. F. W. Herbst 1790.  Daira perlata ingår i släktet Daira och familjen Dairidae. Inga underarter finns listade i Catalogue of Life.